# Amphoe Prathai
Amphoe Prathai (Thai: อำเภอ ประทาย) ist ein Landkreis (Amphoe – Verwaltungs-Distrikt) im Nordosten der Provinz Nakhon Ratchasima. Die Provinz Nakhon Ratchasima liegt in der Nordostregion von Thailand, dem so genannten Isan. 

## Geographie
Amphoe Prathai grenzt an die folgenden Landkreise (von Norden im Uhrzeigersinn): an die Amphoe Phon und Nong Song Hong der Provinz Khon Kaen, an Amphoe Ban Mai Chaiyaphot der Provinz Buriram, sowie an die Amphoe Mueang Yang, Chum Phuang, Phimai, Non Daeng, Sida und Bua Lai in der Provinz Nakhon Ratchasima.

## Geschichte
Das Dorf Prathai wurde bereits zur Zeit des Khmer-Reiches gegründet. Als er seien Herrschaftsbereich nach Westen ausdehnen wollte, schlug König Jayavarman II. in dieser Gegend sein Lager auf. Nach seiner Abdankung wurde Prathai aufgegeben, erst während des Königreichs Sukhothai wurde es wieder besiedelt.
Prathai bedeutet in der Khmer-Sprache „Lager“.
Tambon Prathai wurde vom Amphoe Bua Yai abgetrennt, daraus entstand am 1. Januar 1961 der „Zweigkreis“ (King Amphoe) Prathai. Dieser wurde 1963 offiziell zum Amphoe heraufgestuft.

## Verwaltung

### Provinzverwaltung
Der Landkreis Prathai ist in 13 Tambon („Unterbezirke“ oder „Gemeinden“) eingeteilt, die sich weiter in 151 Muban („Dörfer“) unterteilen.
| Nr. | Name           | Thai      | Muban | Einw.  |
| --- | -------------- | --------- | ----- | ------ |
| 1.  | Prathai        | ประทาย    | 17    | 10.239 |
| 3.  | Krathum Rai    | กระทุ่มราย  | 17    | 07.264 |
| 4.  | Wang Mai Daeng | วังไม้แดง   | 11    | 06.297 |
| 6.  | Talat Sai      | ตลาดไทร   | 13    | 06.007 |
| 7.  | Nong Phluang   | หนองพลวง  | 12    | 05.710 |
| 8.  | Nong Khai      | หนองค่าย   | 14    | 05.058 |
| 9.  | Han Huai Sai   | หันห้วยทราย | 09    | 05.578 |
| 10. | Don Man        | ดอนมัน     | 10    | 05.334 |
| 13. | Nang Ram       | นางรำ     | 13    | 05.801 |
| 14. | Non Phet       | โนนเพ็ด    | 11    | 05.836 |
| 15. | Thung Sawang   | ทุ่งสว่าง    | 08    | 04.662 |
| 17. | Khok Klang     | โคกกลาง   | 09    | 06.034 |
| 18. | Mueang Don     | เมืองโดน   | 07    | 04.058 |

### Lokalverwaltung
Es gibt eine Kommune mit „Kleinstadt“-Status (Thesaban Tambon) im Landkreis:
- Prathai (Thai: เทศบาลตำบลประทาย), bestehend aus Teilen des Tambon Prathai.

Außerdem gibt es 13 „Tambon-Verwaltungsorganisationen“ (องค์การบริหารส่วนตำบล – Tambon Administrative Organizations, TAO):
- Prathai (Thai: องค์การบริหารส่วนตำบลประทาย)
- Krathum Rai (Thai: องค์การบริหารส่วนตำบลกระทุ่มราย)
- Wang Mai Daeng (Thai: องค์การบริหารส่วนตำบลวังไม้แดง)
- Talat Sai (Thai: องค์การบริหารส่วนตำบลตลาดไทร)
- Nong Phluang (Thai: องค์การบริหารส่วนตำบลหนองพลวง)
- Nong Khai (Thai: องค์การบริหารส่วนตำบลหนองค่าย)
- Han Huai Sai (Thai: องค์การบริหารส่วนตำบลหันห้วยทราย)
- Don Man (Thai: องค์การบริหารส่วนตำบลดอนมัน)
- Nang Ram (Thai: องค์การบริหารส่วนตำบลนางรำ)
- Non Phet (Thai: องค์การบริหารส่วนตำบลโนนเพ็ด)
- Thung Sawang (Thai: องค์การบริหารส่วนตำบลทุ่งสว่าง)
- Khok Klang (Thai: องค์การบริหารส่วนตำบลโคกกลาง)
- Mueang Don (Thai: องค์การบริหารส่วนตำบลเมืองโดน)